# Gerd Leo Kuck

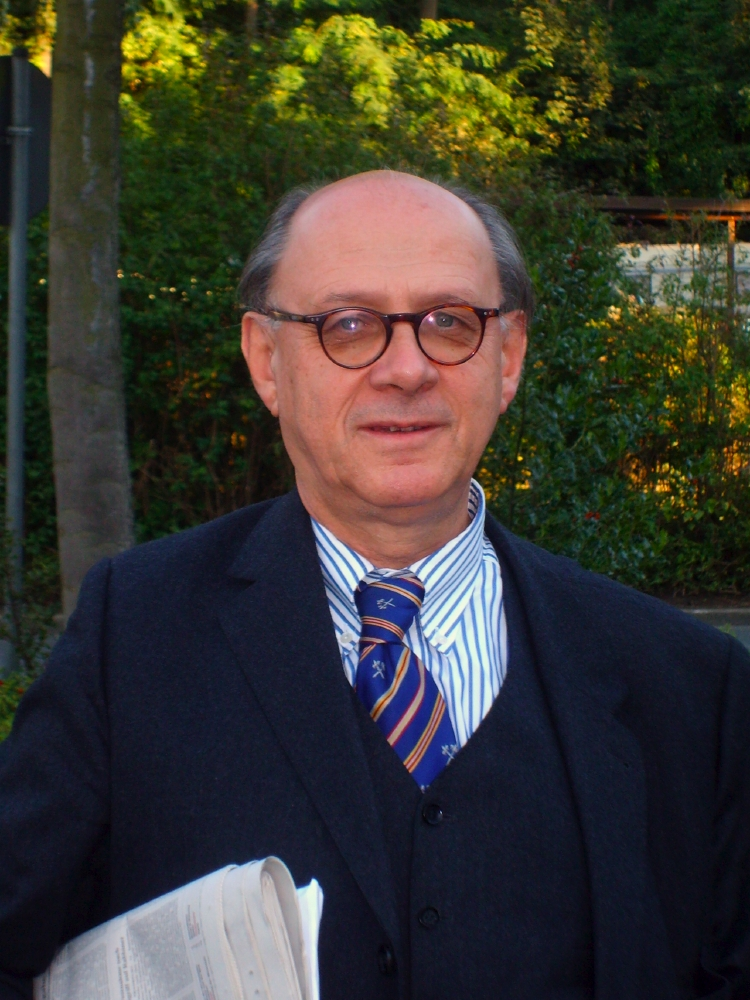
Gerd Leo Kuck, 2007

Gerd Leo Kuck (* 16. April 1943 in Wuppertal) ist ein deutscher Dramaturg, Regisseur und Intendant.

## Ausbildung
Kuck wuchs in Düsseldorf auf und legte dort 1962 sein Abitur ab. Anschließend studierte er Theaterwissenschaft, Germanistik und Kunstgeschichte an den Universitäten Köln und Freiburg.

## Engagements
Kucks erstes Engagement führte ihn von 1963 bis 1966 als Regie- und Dramaturgieassistent ans Badische Staatstheater Karlsruhe. Im Anschluss erhielt er von 1963 bis 1966 ein Engagement als Dramaturg an der Städtischen Bühne Ulm, war von 1969 bis 1971 als Dramaturg und Regisseur am Frankfurter Theater am Turm tätig und ging dann ans Staatstheater Kassel, wo er von 1972 bis 1975 als leitender Dramaturg und Regisseur agierte. In der Zeit von 1975 bis 1986 war Kuck am Wiener Burgtheater engagiert. Danach ging er von 1986 bis 1992 ans Staatstheater Stuttgart, wo er zunächst als Dramaturg unter Ivan Nagel beschäftigt war und anschließend unter Jürgen Bosse zum stellvertretenden Schauspieldirektor avancierte. Von 1992 bis 1999 war er schließlich künstlerischer Direktor des Schauspielhauses Zürich.
Von 2001 bis 2009 war Kuck Generalintendant der wiedergegründeten Wuppertaler Bühnen. Darüber hinaus gehörte er seit 2005 dem Vorstand des Landesverbandes Mitte des Deutschen Bühnenvereins an und wurde 2009 vom Aachener Generalintendanten Michael Schmitz-Aufterbeck abgelöst.

## Lehrtätigkeiten
Kuck lehrte von 1972 bis 1975 an der Universität Frankfurt. Er ist seit 1979 Lehrbeauftragter für praktische Dramaturgie an der Universität Wien.

## Ämter
Kuck wurde im Januar 2007 zum Sprecher der Ständigen Konferenz der Theaterintendanten in NRW gewählt und löste somit Jens Pesel, Generalintendant der Vereinigten Städtischen Bühnen Krefeld und Mönchengladbach, in seinem Amt ab.